# القای الکترومغناطیسی
القای الکترومغناطیسی (به انگلیسی: Electromagnetic induction) عبارت است از تولید نیروی محرکه الکتریکی در یک رسانا که در یک میدان مغناطیسی متغیر با زمان قرار دارد. تغییر میدان مغناطیسی می‌تواند در اثر یک جریان متناوب یا حرکت نسبی رسانا و میدان باشد. 

شکل یک دستگاه حلقه فارادی فلزی را نشان می دهد ، جایی که تغییر در شار مغناطیسی سیم پیچ سمت چپ باعث ایجاد جریان در سیم پیچ راست می‌شود.

نیروی محرکه الکتریکیِ تولیدشده در رسانا (مانند یک سیم‌پیچ) در صورت بسته بودن مدار، به برقراری جریان الکتریکی می‌انجامد. این جریان را جریان القایی می‌نامند.
مایکل فارادی و جوزف هنری، در ۱۸۳۱ میلادی با آزمایش‌هایی دریافتند که با دور و نزدیک کردن یک آهن‌ربا به یک سیم‌پیچ، عقربهٔ مغناطیسی آمپرسنج سری با پیچه تکان می‌خورد و مقداری ناچیز را نشان می‌دهد؛ به عبارت دیگر با تغییر میدان مغناطیسی در سیم پیچ، جریان الکتریکی پدید می‌آید.
همچنین با تغییر سطح پیچه یا تغییر زاویه پیچه و راستای میدان مغناطیسی نیز القای الکترومغناطیسی روی می‌دهد.